# Pachypodium geayi
Pachypodium geayi ist eine Pflanzenart aus der Gattung Pachypodium in der Familie der Hundsgiftgewächse (Apocynaceae).

## Beschreibung
Pachypodium geayi ist ein Baum mit einer Wuchshöhe von meist 4 bis 5 m, selten bis 10 m. Die Pflanze ist mit weiß filzig überzogenen Dornen bewehrt. Die Laubblätter sind 40 cm lang oder gelegentlich länger und 2 cm breit. Sie sind behaart und dunkeloliv gefärbt, der Blattrand ist nach unten gerollt. 
Die Blüten stehen in stark verzweigten Doldenrispen an etwa 1,5 cm langen Blütenstielen. Sie messen 2 cm im Durchmesser, sind weiß gefärbt und weisen abspreizende Kronlappen auf, so dass die Staubblätter deutlich hervorgehoben sind.
Die Früchte sind 16 cm lang und messen 4 cm im Durchmesser, die Samen sind 8 bis 10 mm groß.

## Vorkommen und Gefährdung
Die Art ist im Süden Madagaskars verbreitet. Die Art steht auf der Roten Liste der IUCN und gilt als nicht gefährdet (Least Concern).